# Moravagine
Pour les articles homonymes, voir Moravagine (homonymie).
Moravagine est un roman de Blaise Cendrars (1887-1961) publié chez Grasset en 1926, après une genèse d'une dizaine d'années. En 1956, l'écrivain a revu, corrigé et complété son roman par un « Pro domo : Comment j'ai écrit Moravagine » et une postface.

## Synopsis
Le narrateur, présenté comme une connaissance de Blaise Cendrars (qui apparaît lui-même dans le roman), y raconte comment sa profession de médecin l'a fait rencontrer Moravagine, dernier descendant d'une lignée noble d'Europe de l'Est dégénérée. Ce fou dangereux est interné pour homicide dans la clinique de Waldensee, près de Berne. Fasciné par la personnalité de ce « grand fauve humain », le médecin aide à son évasion, et les deux hommes vivent alors à travers le monde de rocambolesques aventures qui les conduisent à côtoyer tour à tour des groupes terroristes russes ou des Indiens d'Amérique.

## Analyse
Moravagine est un roman axé sur le thème du double de l'auteur, voire du triple car la construction de l'œuvre est complexe. 
Le personnage central est un fou, une face sombre de lui-même dont l'auteur est conscient, et par l'écriture à la fois la manifeste et s'en sépare. Dans pro domo, il écrit :
J'ai nourri, élevé un parasite à mes dépens. A la fin je ne savais plus qui de nous plagiait l'autre. Il a voyagé à ma place. Il a fait l'amour à ma place. Mais il n'y a jamais eu réelle identification car chacun était soi, moi et l'Autre. Tragique tête-à-tête qui fait que l'on ne peut écrire qu'un livre ou plusieurs fois le même livre. C'est pourquoi tous les beaux livres se ressemblent. Ils sont tous autobiographiques. C'est pourquoi il y a un seul sujet littéraire : l'homme. C'est pourquoi il n'y a qu'une littérature : celle de cet homme, de cet Autre, l'homme qui écrit.

Son nom est explicite. Blaise Cendrars dit lui-même :
La définition du personnage est contenue dans son nom : Moravagine, Mort-à-vagin. 
De fait, Moravagine est, entre autres, assassin de femmes, et au chapitre I, à propos d'une femme nommée Masha, on lit : 
La femme est sous le signe de la lune, ce reflet, cet astre mort, et c'est pourquoi plus la femme enfante, plus elle engendre la mort.
Un éditeur américain fit le choix, en couverture, d'une image de squelette habillé comme une femme.
Le style du roman, très maîtrisé, contraste avec la fantaisie surprenante de son intrigue sans que cela nuise à la qualité littéraire. Ce décalage entre forme et fond fait de Moravagine un roman tout à fait particulier.
Œuvre à la genèse difficile, Moravagine aura hanté Cendrars entre 1914 et 1925, parallèlement à de multiples autres travaux. Il y reviendra toute sa vie pour le commenter, le remanier ou l'augmenter. Dans son ultime version, il présente son livre comme définitivement inachevé puisqu'il est privé des œuvres complètes de Moravagine auquel ce roman était supposé servir de préface.
Parmi les modèles de Moravagine figurent peut-être le médecin et psychanalyste Otto Gross, ainsi qu'Adolf Wölfli (1864-1930), schizophrène d'une grande violence interné à l'asile de la Waldau, près de Berne. Auteur d'une œuvre considérable (dessin, écriture, musique), il est aujourd'hui connu comme l'un des premiers créateurs d'art brut découverts par Jean Dubuffet. Par ailleurs, la rapidité d'installation des troubles comportementaux de Moravagine a probablement donné à Cendrars, qui avait commencé des études de médecine, l'idée d'une lésion organique à l'origine des désordres mentaux du personnage, laquelle fait l'objet, dans le chapitre intitulé « Le masque de fer » d'une description reprenant exactement les conclusions de l'autopsie du patient décrit en 1917 par Henri Claude et Jean Lhermitte, atteint d'une tumeur du plancher du troisième ventricule,. D'autres modèles ont été évoqués, dont Charles-Augustin Favez, surnommé Le Vampire de Ropraz, un criminel suisse que l'écrivain Jacques Chessex imagine avoir été en contact avec Cendrars dans l'armée française pendant la Première Guerre mondiale.

## Prix et distinctions
- Moravagine occupe le 80e rang au classement des cent livres du siècle établi en 1999 par la Fnac et le journal Le Monde.

## Éditions
- Moravagine, Paris, Grasset, 1926.
- Moravagine, Paris, Le Club français du livre, 1947.
- Moravagine, Paris, Grasset, 1956. Édition revue et augmentée de « Pro domo : comment j'ai écrit Moravagine » et d'une postface.
- Moravagine, Paris, Le Livre de Poche, 1957.
- Moravagine, Lausanne, La Guilde du Livre, 1961 (version de 1926).
- Moravagine, Paris, Club des Amis du Livre, avant-propos de Claude Roy, illustrations de Pierre Chaplet, 1961.
- Moravagine, dans Œuvres complètes, t. II, Paris, Denoël, 1961.
- Moravagine, Lausanne, Éditions Rencontre, 1969.
- Moravagine, dans Œuvres complètes, t. IV, Paris, Le Club français du livre, 1969. Préface de Raymond Dumay.
- Moravagine, Paris, Grasset, coll. « Les Cahiers rouges », 1983.
- Moravagine, Paris, Denoël, coll. « Tout autour d'aujourd'hui », t. 7, 2003. Moravagine est suivi de La Fin du monde filmée par l'Ange N.-D, « Le Mystère de l'Ange Notre-Dame », et de L'Eubage. Textes présentés et annotés par Jean-Carlo Flückiger.